# 種子島機場
種子島機場（日语：／ Tanegashima kūkō */?），是位於日本鹿兒島縣熊毛郡中種子町（種子島）的機場。根據日本空港整備法被分成第三类機場。

## 概要
機場位于種子島的中央。舊機場在新机场西南方約8公里，因為跑道只有1,500公尺长，所以只能起降螺旋漿飛機。新種子島機場建成，提高了噴氣式飛機的起降安全性，但現在定期班次還是使用螺旋漿飛機。但是，在專機中也使用噴氣式飛機。自2006年冬季農協旅遊主辦旅行中使用了日本越洋航空的波音737客机。

## 歷史
- 1992年11月17日：设置許可。
- 2006年3月16日：正式啟用新種子島機場。
- 2008年6月18日：新種子島機場改為種子島機場。

## 航空管制
RDO 118.75MHz 126.2MHz
- 機場對空援助業務由國土交通省大阪航空局種子島機場辦事處航空管制航行信息官负责。无空中交通管制。

## 航空公司與航點
| 航空公司           | 目的地                   |
| ------------------ | ------------------------ |
| 日本空中通勤（JC） | 鹿兒島 季節性：大阪/伊丹 |

## 參閱
- 機場
- 日本機場列表
- 機場代碼
- 航空公司
- 鹿兒島縣
- 種子島